# Гара Аканджали
Гара Аканджали (на гръцки: Σταθμός Μουριών, Статмос Мурион) е село в Република Гърция, дем Кукуш, област Централна Македония с 1303 жители, според преброяването от 2001 година.

## География
Селото е разположено на 35 километра северно от град Кукуш (Килкис), на железопътната линия Солун - Кулата. Към селището са присъединени бившите села Горно Горбасово (Ано Сурмена) - на изток и северно от железопътната линия, Долно Горбасово (Като Сурмена) южно от линнията и Чаали (Микровриси) на югозапад.

## История
Митрополит Емилиан Мелнишки пише, че на 5 януари 1908 година българска чета убива в Дели Хасан селянина Ване, след което при Гара Аканджали прави неуспешен опит за атентат срещу влака.
Църквата „Въздвижение на Светия кръст“ е изградена в 1975 - 1983 година.
| Име          | Име            | Ново име  | Ново име | Описание                                                                       |
| ------------ | -------------- | --------- | -------- | ------------------------------------------------------------------------------ |
| Палутлук     | Παλουτλούχ     | Аплома    | Άπλωμα   | местност на СИ от Аканджали и на СЗ от Гара Аканджали                          |
| Куру дере    | Κουρού         | Ксирорема | Ξηρόρεμα | река на СИ от Гара Аканджали                                                   |
| Кара Бурун   | Καρά Μπουρούν  | Митакас   | Μύτακας  | местност на С от Гара Аканджали и на С от старото село на Долно Горбасово      |
| Сейман Каяси | Σεϊμάν Καγιασί | Петра     | Πέτρα    | гранична местност на С от Гара Аканджали, край гранични пирамиди № 11, 12 и 13 |

## Личности
Починали в Гара Аканджали
- Никола Андреев (? – 1917), български революционер, деец на ВМОРО